# Aura (Norge)
 For alternative betydninger, se Aura (flertydig). (Se også artikler, som begynder med Aura)
Aura er en flod i Molde Kommune i Møre og Romsdal fylke, Norge. Den starter fra Aursjøen- søen i bjergene i Romsdalsalperne og løber først mod vest og derefter nordvest gennem landsbyen Eikesdalen, før den til sidst løber ud i den store sø Eikesdalsvatnet . 
Floden er 25,3 lang og har et afvandingsområde på 842,43 km².  Under naturlige forhold ville floden have en gennemsnitlig vandstrøm ved mundingen på 27,34 m³/sekund, men dette er meget reduceret på grund af vandkraftanlæg. I 1950'erne blev både hovedfloden og de fleste bifloder overført til Aura-kraftværket i Sunndal Kommune.